# Turenberc
Die im Übergang Früh- zum  Hochmittelalter errichtete Burg Turenberc befindet sich als Burgstall ohne oberirdische Reste nördlich des Gutes Burghöfe in Mertingen im Landkreis Donau-Ries in Schwaben.

## Geografische Lage
Der Burgstall liegt südöstlich von Mertingen nur wenige Meter nördlich des Gutes Burghöfe, das im Mittelalter den Wirtschaftshof der Burg darstellte, auf einer leichten Anhöhe (Hochterrassensporn) an der Schmutter, die hier in einem nach Westen offenen Keil um den Burgstall fließt und in die Donau mündet.

## Geschichte
Das Areal hat eine fast kontinuierliche Besiedlungsgeschichte, wie Funde aus dem Mesolithikum, eine Siedlung der Latènezeit und das römische Kastell (Auxiliarkastell) aus der frühen Kaiserzeit mit Vicus sowie das spätere östlich davon liegende römische Kastell Submuntorium beweisen.
Untersuchungen der römischen Kastelle von 2001 bis 2007 rückten dabei auch die mittelalterliche Geschichte des Areals in den Fokus der archäologischen Ausgrabungen und Sondierungen. Die mittelalterliche Befestigung, an der Stelle des bis ins 5. Jahrhundert belegten spätrömischen Kastells Submuntorium (Kastell Burghöfe) des spätantiken Donau-Iller-Rhein-Limes, beginnt mit einem unbefestigten Herrenhof im 7./8. Jahrhundert (Periode 1) hin zu einem befestigten Herrenhof im 9. und 10. Jahrhundert (Periode 2). Vermutungen, dass Überreste des Kastells für den Ausbau zu einer befestigten frühmittelalterlichen Anlage gedient haben, sind nicht zu beweisen. Wenngleich ergrabene Mauerfundamente des Kastelle aus opus caementicium und an der Oberkante vorhandene Mörtelabdrücke großformatiger Steinblöcke, die als mittelkaiserzeitliche Spolien gedeutet und wohl im Mittelalter ausgebrochen wurden, als starke Indizien gelten können.
Im 11. Jahrhundert wird die Anlage zu einer kleinen Burg mit Wohnturm ausgebaut. Eine Vorburg und ein vorgelagerter, durch Grubenhäuser gekennzeichneter Wirtschaftsbereich entstand, der mit einer Palisade und Graben gesichert war.
Im 12. Jahrhundert zählte die Burg unter ihrem Namen „Turenberc“ zu den staufischen Tafelgütern (Periode 3), was durch Christian Later in seiner Arbeit mit direkter urkundlicher Zuordnung nachgewiesen werden konnte (vgl. Literatur). Vom späten 12. bis ins 14. Jahrhundert wandelten erst die Herren von Druisheim, dann die Pappenheimer (Marschälle von Pappenheim-Biberach (Rechberg)) und Wittelsbacher (Periode 4) die Befestigung in eine kleine, kompakte Adelsburg um. Dabei wurde schon im frühen 13. Jahrhundert der Wirtschaftshof aufgegeben und ein 45 m langer Halsgraben ausgehoben.
Im 14. Jahrhundert wurde die Burg von den Walern weiter genutzt (Periode 5). Die Arbeiten Christian Laters im Kontext der Untersuchungen zur römischen Geschichte des Fundplatzes ließen durch Funde belegen, dass die Burg bis zu ihrem Ende noch bis ins frühe 15. Jahrhundert genutzt wurde (Periode 6).

## Beschreibung
Die Ausgrabungen zeigten, dass sich die eigentliche Burg im nordwestlichen Bereich der Terrasse befand und das Ostplateau entweder als Vorburg oder Teil des Wirtschaftshofes angesehen werden kann.
Sechs Untersuchungsflächen wiesen mittelalterliches Fundmaterial auf. Bei den Untersuchungen auf dem Ostplateau wurden hochmittelalterliche Erdkeller und gewerbliche Ofenanlagen (Kalkbrennofen) gefunden, die mit dem Wirtschaftshof der Burg in Verbindung standen. Funde von Ofenkacheln, Tonwaren und Steinzeug, möglicherweise importierte frühmittelalterliche Drehscheibenware, technische Keramikreste und Glasfunde, mittelalterliche Geschossspitzen, Schwert- und Dolchknaufreste, Pferde- und Reiterzubehör sowie Kleidungsreste ließen entsprechende Datierungen zu.

## Bodendenkmal
Der Burgstall ist ein Bodendenkmal nach der Bayerischen Denkmalliste, die auf Basis des bayerischen Denkmalschutzgesetzes vom 1. Oktober 1973 erstellt wurde.